# Jutta von Sponheim
Jutta von Sponheim o Judit de Sponheim (22 de desembre de 1091 – 1136) va ser la més jove de quatre germanes de la noblesa que van néixer en l'opulència de l'actual Renània-Palatinat. Era filla del comte Stephen de Spanheim.
Jutta, en comptes d'entrar al convent molt jove, es va fer anacoreta, i per això es va tancar en un refugi d'una habitació, amb només una petita finestra a través de la qual li feien arribar l'aliment i es va negar a sortir-ne. Aquesta barraca estava situada al costat del monestir benedictí de Disibodenberg. Va tutelar a diverses dones de famílies benestants que van anar a viure amb ella a la seva ermita. Va ensenyar i educar a molts, però sobretot a la petita Hildegarda de Bingen.
El Dia de Tots Sants, 1 de novembre de 1112, Hildegarda fou lliurada com oblata amb 14 anys a la cura de Jutta von Sponheim, que en tenia 20. Jutta també va estar relacionada amb la marquesa Richardis de Stade, la mare de Hartwig, arquebisbe de Bremen i de Richardis, amic íntim d'Hildegarda. Jutta va ensenyar a Hildegarda a escriure; a llegir el Llibre dels Salms que s'usa en la litúrgia; i a cantar la litúrgia de les hores. Probablement també va ensenyar-li a tocar l'instrument de corda anomenat saltiri. Jutta era una asceta amb diverses pràctiques de pietat i mortificació. Practicava la flagel·lació, portava una cadena a sota de la roba, pregava descalça en el fred hivernal alemany i rebutjava la dieta benedictina que està prevista pels malalts.
Hildegarda va succeir a Jutta al monestir de Disibodenberg després de la mort d'aquesta última, el 1136. Es considera que els principals mestres d'Hildegarda van ser Jutta i el monjo Volmar.